# Jalal ad-Din
Jalâl ad-Dîn Mankobirti ou Djala ad-Din Mengü Berti (en turc : Celaleddin ; en persan : jalāl al-dīn menguberdī (ou mankburny), جلال الدين منكبرتي), est le dernier Kwharezmchah de l'Empire khwarezmien. Fils aîné et successeur d'Ala ad-Din Muhammad, il grandit à Kounia-Ourguentch et devient un militaire compétent qui agit comme second de son père sur les champs de bataille. Cependant, étant fils d’une concubine, sa légitimité en tant qu’héritier est contestée par son jeune frère, soutenu par la puissante reine-mère Terken Khatun. Malgré ces tensions, après la conquête mongole de l'Empire Khwarazmian et la mort de son père sur une île de la mer Caspienne, Jalâl ad-Dîn obtient le soutien de la majorité des loyalistes.
Devenu Khwarezmchah, Jalâl ad-Dîn se rend à la capitale, mais doit s’en éloigner rapidement à cause des intrigues de Terken Khatun contre lui. Évitant les patrouilles mongoles, il regroupe une armée importante à Ghazni. Il inflige une défaite notable à Shigi Qutuqu lors de la bataille de Parwan, mais perd une grande partie de ses forces à cause de disputes internes sur le butin. Peu après, il subit une défaite face à Gengis Khan lors de la bataille de l’Indus et traverse le fleuve pour fuir. Désormais chef de guerre sans territoire stable, il parvient à établir brièvement des États dans le Pendjab (1222-1224) puis au nord-ouest de l'Iran et en Géorgie après 1225. Cependant, son manque de compétences politiques pour consolider ses victoires militaires le contraint à faire face à de nombreuses révoltes et à une pression croissante des Mongols. Finalement, il est tué en août 1231. L'armée qu'il a formée continue d'agir comme mercenaires jusqu’à leur défaite finale en 1246.

## Étymologie
Le nom personnel turc de Jalâl ad-Dîn reste sujet à débat. Les premières recherches le transcrivent comme Manguburti, tandis que la forme la plus courante aujourd’hui est Mangburni, signifiant « porteur de tache de naissance », ou Mingirini, traduisible par « guerrier valeureux équivalant à mille hommes » (p142).

## Biographie

### Famille
Jalâl ad-Dîn est le fils aîné d'Ala ad-Din Muhammad, qui règne de 1200 à 1220. Sa mère, Ay-Chichek, est une concubine d’origine turkmène. En raison de l’origine modeste de sa mère, sa grand-mère Terken Khatun, princesse kipchak influente, soutient plutôt son demi-frère Uzlagh-Khwarezmchah, né d’une mère kipchak. En 1215, Muhammad divise son empire entre ses fils, confiant à Jalâl ad-Dîn le sud-ouest, ancienne région de l'Empire ghuride (p142).

### Invasion mongole

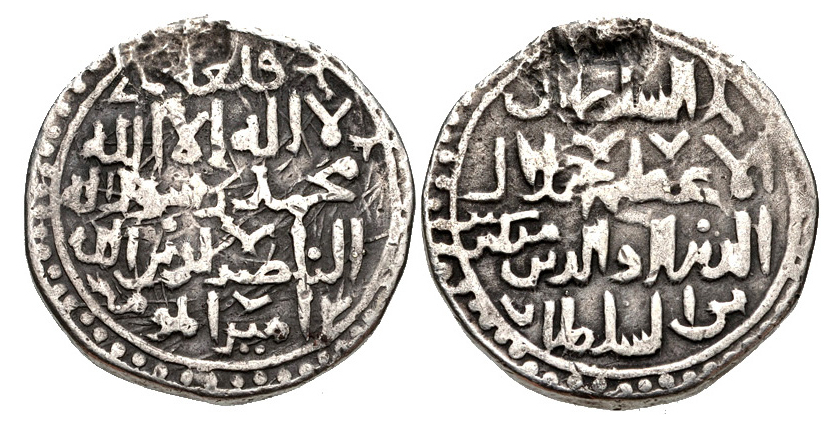
Monnaie de Jalâl ad-Dîn Mangubarni. Dirham AR Double. Monnaie de Qara Nay

Gengis Khan choisit initialement d’ignorer une escarmouche entre le général mongol Djötchi et le Khwarezmchah Ala ad-Din Muhammad, lors de laquelle Jalâl ad-Dîn sauve son père d’une défaite humiliante(p255),. Cependant, l’exécution d’une caravane marchande mongole à Otrar et le meurtre d’émissaires mongols à Kounia-Ourguentch précipitent une guerre inévitable (p111). Les Mongols, forts d’une armée disciplinée estimée entre 75 000 et 200 000 soldats (p404).
Pendant ce temps, le Khwarazmshah est confronté à de nombreux problèmes. Son empire est vaste et nouvellement formé, avec une administration encore en développement (p404). Terken Khatun conserve une influence considérable, créant une diarchie instable entre elle et le Khwarezmchah (pp14–15). Ala ad-Din Muhammad, méfiant envers ses commandants sauf Jalâl ad-Dîn, adopte une stratégie défensive, dispersant ses forces dans des garnisons à Samarcande, Merv et Nishapur,, (p238). Parallèlement, il augmente les taxes pour lever une armée capable de harceler les Mongols (p113).
Cependant, les Mongols, grâce à une excellente stratégie, ravagent l’empire khwarazmien : Otrar, Boukhara et Samarcande tombent successivement. Gengis Khan envoie alors une armée sous ses généraux d'élite Djebé et Subötai spécifiquement pour poursuivre le Khwarezmchah. Muhammad, accompagné de Jalâl ad-Dîn et de deux autres fils, fuit mais ne parvient pas à regrouper ses forces (p120). Se réfugiant au Khorasan, il meurt en exil sur une île de la mer Caspienne (p419). Jalâl ad-Dîn affirme que son père l’a désigné comme successeur sur son lit de mort, mais l’empire s’effondre rapidement sous l’avancée mongole.
Contrairement à son père, Jalâl ad-Dîn est favorable à une résistance très active contre les Mongols et revient à la capitale afin de coordonner celle-ci sur base des 90 000 soldats qui s'y trouvent stationnés (p432),. Cependant, la noblesse locale, loyale à Terken Khatun, prépare un coup d’État en faveur d’Uzlagh-shah (p123). Prévenu, Jalâl ad-Dîn quitte la ville avec Timur Malik et 300 cavaliers (p432). En traversant le désert du Karakoum, il attaque un détachement mongol à Nesa, tuant la plupart des troupes, y compris deux frères de Toghachar, gendre de Gengis Khan (p295). Il trouve refuge à Ghazni, où 50 000 loyalistes l’attendent. Son oncle maternel, Timur Malik, le rejoint avec 30 000 vétérans, lui donnant une force considérable pour contrer les Mongols (pp303–4).

### Batailles de Parwan et de l'Indus

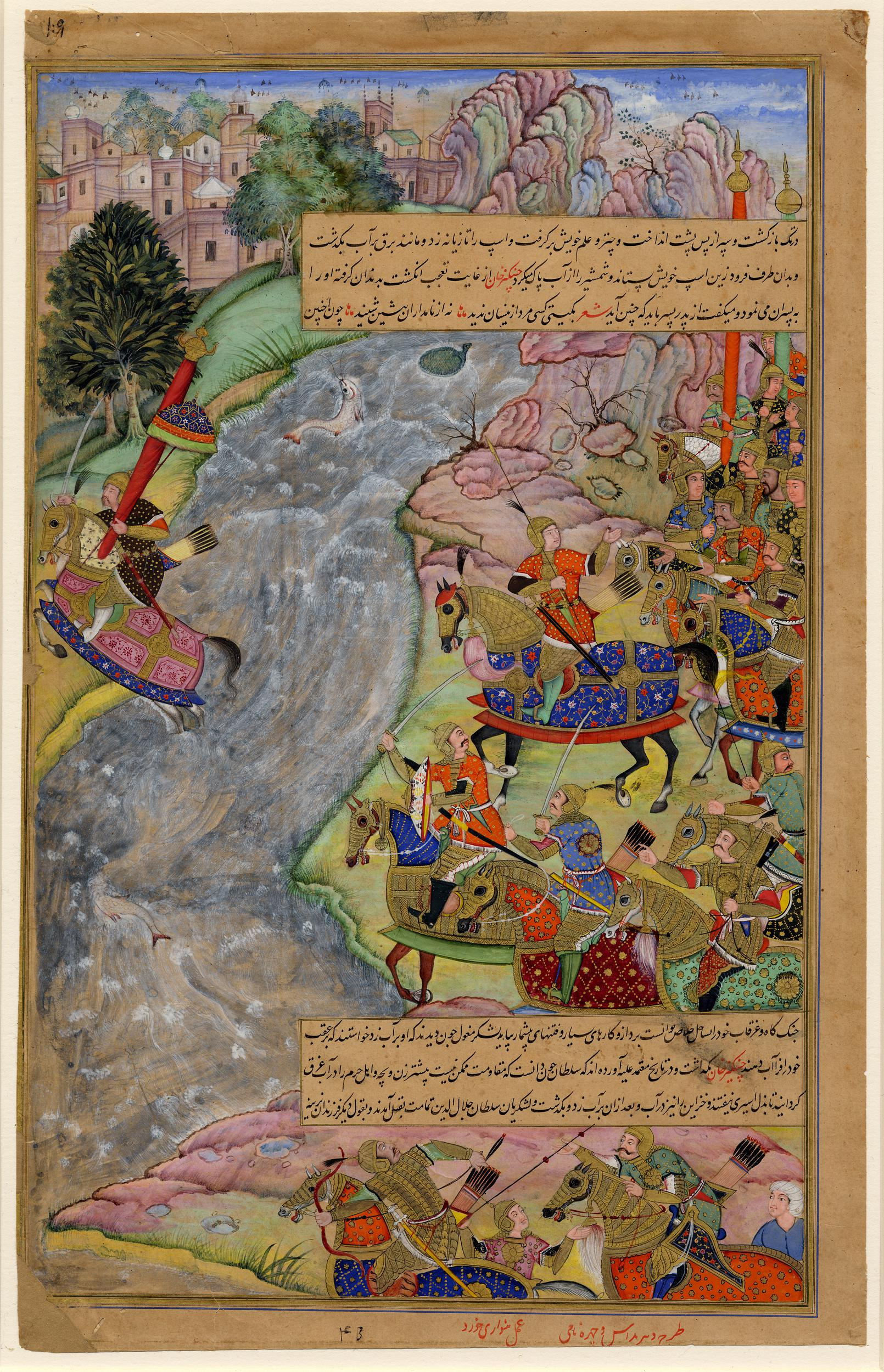
Bataille de l'Indus : Jalâl ad-Dîn Khwarazm-Khwarezmchah traverse le fleuve Indus à cheval, échappant à Gengis Khan et à l'armée mongole.

Jalâl ad-Dîn, récemment marié à la fille de Temur Malik pour renforcer leurs liens, marche sur Kandahar, assiégée par une armée mongole. Après une bataille acharnée de deux jours, il remporte une victoire décisive (p127). À l’automne 1221, il se dirige vers le nord, à Parwan où il attaque une armée mongole assiégeant la région au nord de Tcharikar. Lors de la bataille de Waliyan, les Mongols, en infériorité numérique, perdent environ 1 000 hommes et battent en retraite après avoir détruit le pont derrière eux (p442). Gengis Khan envoie alors une armée de 30 000 à 45 000 soldats sous le commandement de Shigi Qutuqu pour affronter le Khwarezmchah. Cette bataille se déroule dans une vallée étroite et rocailleuse, terrain peu favorable à la cavalerie mongole. Jalâl ad-Dîn organise ses forces pour un combat à pied et mène une charge décisive au centre, repoussant les Mongols. Cette victoire renforce la réputation du Khwarezmchah, mais son triomphe est de courte durée : un conflit interne éclate entre Temur Malik et Ighrak, commandant de l’aile droite, au sujet du butin, divisant ainsi son armée par moitié.
Fort de plusieurs victoires contre les Mongols en 1221, Jalâl ad-Dîn inspire des soulèvements dans plusieurs villes. Kushteghin Pahlawan mène une rébellion à Merv, chasse l’administration mongole, puis attaque avec succès Boukhara. Herat se joint également à la révolte. Ces insurrections sont brutalement réprimées par les Mongols, qui perpètrent de nombreuses atrocités en représailles.
Gengis Khan, alors à Bamiyan, dirige personnellement les opérations contre Jalâl ad-Dîn. En utilisant sa maîtrise de l’organisation, il envoie des détachements isoler les factions khwarazmiennes pour empêcher leur réunification (p128). Jalâl ad-Dîn parvient à isoler et défaire un de ces groupes, mais il sait qu’il ne peut espérer vaincre Gengis Khan dans une bataille rangée avec son armée affaiblie. Après avoir échoué à rallier Ighrak et ses hommes, il décide de marcher vers l’Inde (p445), (p307).
En novembre 1221, l’armée de Gengis Khan encercle celle de Jalâl ad-Dîn sur les rives de l’Indus (p446). La bataille qui s’ensuit est un désastre pour le Khwarezmchah, dont les troupes sont écrasées. Jalâl ad-Dîn s’échappe en plongeant dans le fleuve avec son armure, et parvient à atteindre l’autre rive (p309).

### Exil et luttes

#### En Inde

Dirham de Jalâl ad-Dîn, citant le calife abbasside Al-Mustansir Bi'llah 623-628 AH (1226-1231 après JC).

Après la défaite à la bataille de l'Indus, Jalâl ad-Dîn traverse le fleuve et trouve refuge en Inde. Une bataille l’oppose rapidement à un prince local à la tête de 6 000 hommes, malgré ses propres forces réduites à 4 000 hommes. Jalâl ad-Dîn remporte cette victoire, renforçant sa réputation en Inde (chapitre 38),. Cherchant l’asile auprès du Sultanat de Delhi, il essuie toutefois un refus de la part d’Iltutmish, en raison de ses relations tendues avec les califes abbassides. En guise de compromis, Iltutmish lui offre la main de l’une de ses filles (p310). Pendant ce temps, Gengis Khan, le considérant toujours comme une menace, envoie Dorbei Doqshin avec deux tümens (unité mongole de 10.000 hommes) pour le capturer. Bien que les Mongols échouent dans cette mission, la pression sur Jalâl ad-Dîn reste constante.
En Inde, Jalâl ad-Dîn affronte divers princes locaux, remportant généralement ses batailles. Toutefois, les Mongols sous Doqshin s’emparent de Nandana et assiègent Multan. Malgré une brèche dans les murs de la ville, la garnison khwarazmienne parvient à repousser les assaillants après 42 jours, forçant les Mongols à se retirer en raison de la chaleur accablante. Doqshin, selon certaines sources, aurait finalement rejoint Jalâl ad-Dîn après avoir embrassé l’islam. Durant ses trois années d’exil en Inde, Jalâl ad-Dîn conquiert des territoires dans le Pendjab et autour de Lahore, avant de revenir en Perse à l’appel de son frère, Ghiyath al-Din Pirshah, en 1223.

#### Tentative de restauration de l'Empire khwarazmien

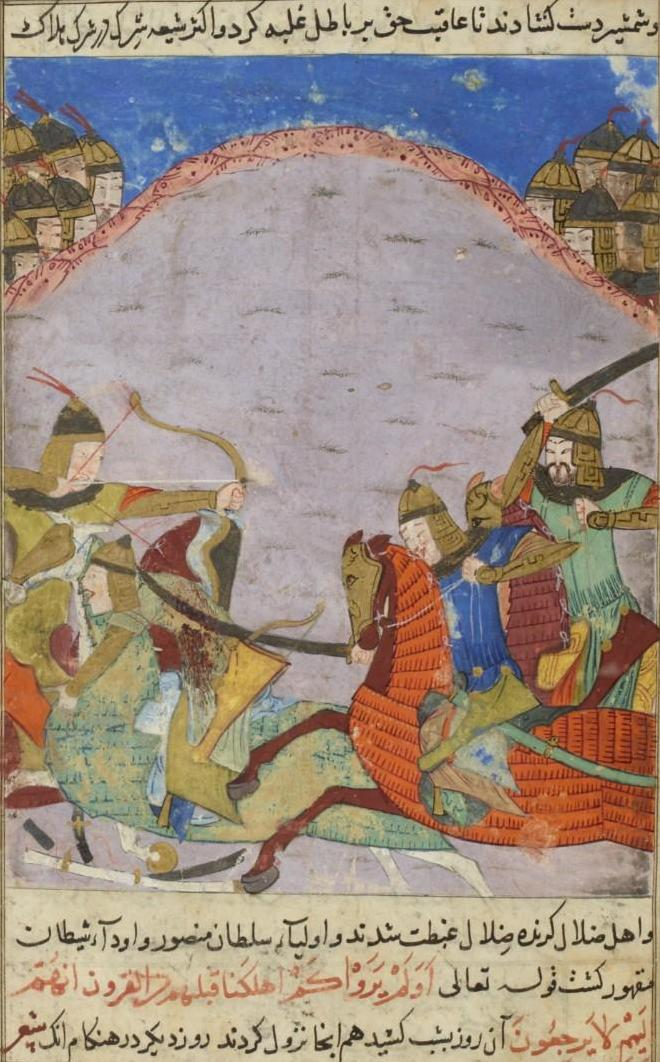
Les Géorgiens (à gauche) contre les Khwarezmiens (à droite) à la bataille de Bolnisi en 1227. Extrait du manuscrit Tarikh-i Jahangushay créé à Shiraz, en Iran, en 1438.

De retour en Perse, Jalâl ad-Dîn s’efforce de reconstituer le royaume khwarazmien. En 1224, il confirme Buraq Hajib, comme gouverneur des Kara Khitans, à Kerman et obtient la soumission de Ghiyath, qui contrôle Hamadan, Ispahan et le Fars. Il s’empare également de territoires en Khouzistan après un affrontement avec le calife abbasside An Nasser. En 1225, il renverse Muzaffar al-Din (en), dirigeant uzbek des Eldiguzides, et établit sa capitale à Tabriz. La même année, il attaque la Géorgie, défait ses forces à la bataille de Garni et conquiert Tbilissi (p260), où des milliers d’habitants sont massacrés et deviennent martyrs chrétiens.

Jalâl ad-Dîn passe ses dernières années à combattre les Mongols, des prétendants au trône et les Seldjoukides de Rûm. En 1226, il réprime une rébellion de Burak Hadjib avant de remporter une victoire contre les Seldjoukides et de capturer Akhlat en Anatolie aux Ayyoubides. En 1227, après la mort de Gengis Khan, il défait une nouvelle armée mongole dirigée par Tchormagan près de Dameghan. Cependant, une autre armée mongole sous Taymas Noyan envahit ses terres en 1228, remportant une victoire coûteuse près d’Ispahan sans pouvoir progresser davantage. En 1229, Jalâl ad-Dîn tente une nouvelle campagne contre Akhlat mais subit une défaite décisive face à Kayqubad Ier lors de la bataille de Yassıçemen, le contraignant à se retirer à Diyarbakır. En 1230, il est battu près d'Erzindjan par les armées des pays musulmans alliés.

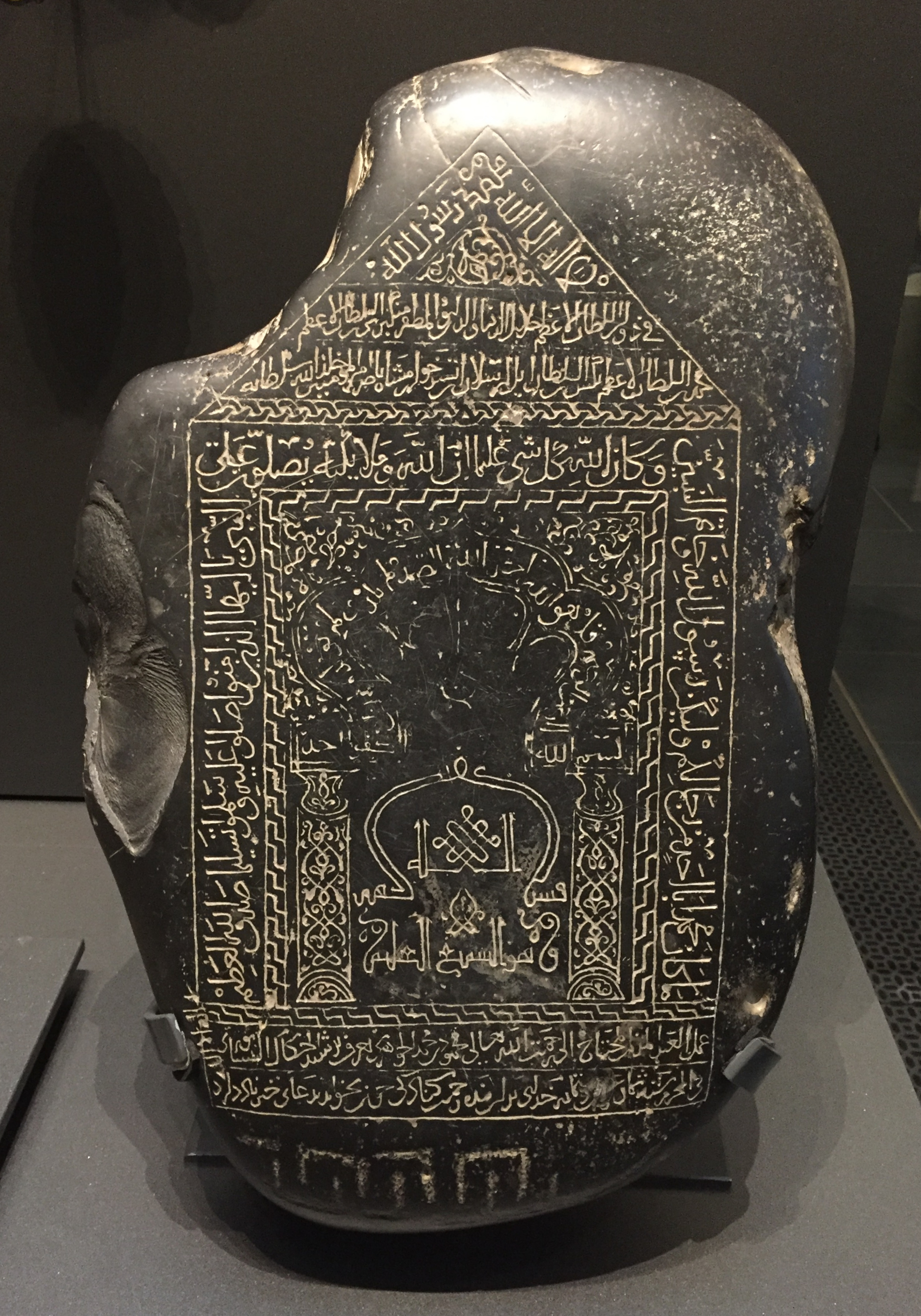
Pierre gravée en décembre 1230 à Nishapur en l'honneur de Jalal al-Din Mangubirti.

### Mort
En 1230, Jalâl ad-Dîn, affaibli, est ciblé par une alliance entre les Mongols et les assassins ismaéliens nizarites (pp392–3). Ögedei envoie une nouvelle armée de 30 000 à 50 000 hommes sous le commandement de Chormagan et les Khwarazmians restants, dont le nombre se compte par centaines, sont balayés par la nouvelle armée mongole, qui occupa le nord de l'Iran. Cherchant refuge dans les montagnes de Silvan, il est assassiné par un Kurde vengeant son frère tué à Ahlat,.
Après sa mort, son royaume s’effondre rapidement. Ses nobles se disputent le territoire, facilitant la conquête mongole. Ses derniers partisans rejoignent les cours de Syrie et d’Anatolie, où ils influencent brièvement la politique locale avant leur défaite définitive en 1246. Sa fille, Turkan, grandira à la cour d'Ögedei Khan puis de Hulagu Khan, qui la marie au gouverneur de Mossoul.
Plusieurs imposteurs se revendiquent comme Jalâl ad-Dîn après sa mort. En 1236, le fondateur et le chef d'une insurrection au Mazandaran est démasqué puis exécuté. En 1254, un chef de groupe de marchands prétend être Jalâl ad-Dîn. Détenu et torturé, il affirma avoir été honnête jusqu'à sa mort.

## Postérité

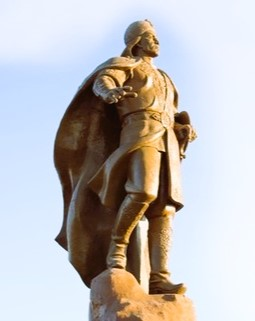
Statue monumentale de Jalal ad-Din à Ourguentch.

Juzjani a décrit al-Din comme étant « doté d'un grand héroïsme, d'une grande bravoure et de grands talents et réalisations ». Yaqut al-Hamawi note que Jalâl ad-Dîn est connu comme un guerrier belliqueux et que la passivité de Jalâl ad-Dîn après la bataille de Yassıçemen est considérée comme incroyable. Les historiens modernes sont également positifs quant à son talent militaire. Carl Sverdrup décrit Jalâl ad-Dîn comme « courageux et énergique »; tandis que Timothy May le décrit comme l'ennemi le plus fidèle des Mongols en Asie occidentale jusqu'à l'époque du sultanat mamelouk.

En raison de sa réputation de résistant aux Mongols, Jalâl ad-Dîn est souvent représenté sur des œuvres d'art ressemblant à celle de l'épopée persane Shahnameh, où il est associé au guerrier mythologique Rostam (p145). Ibn Wasil, contemporain de Jalâl ad-Dîn, attribue le triomphe des Mongols sur les pays musulmans à la chute de Jalâl ad-Dîn, qui fut à son tour attribuée au comportement traître de Jalâl ad-Dîn. Ibn Wasil a explicitement déclaré que l'armée de Jalâl ad-Dîn aurait pu servir de tampon entre les pays islamiques et les Mongols. Même après avoir vaincu Jalâl ad-Dîn à la bataille de l'Indus, Gengis Khan tenait à maintenir la paix avec Jalâl ad-Dîn, promettant de ne pas franchir la démarcation entre l'empire mongol et le royaume rétabli de Jalâl ad-Dîn après avoir été informé de la puissance de Jalâl ad-Dîn(p146).

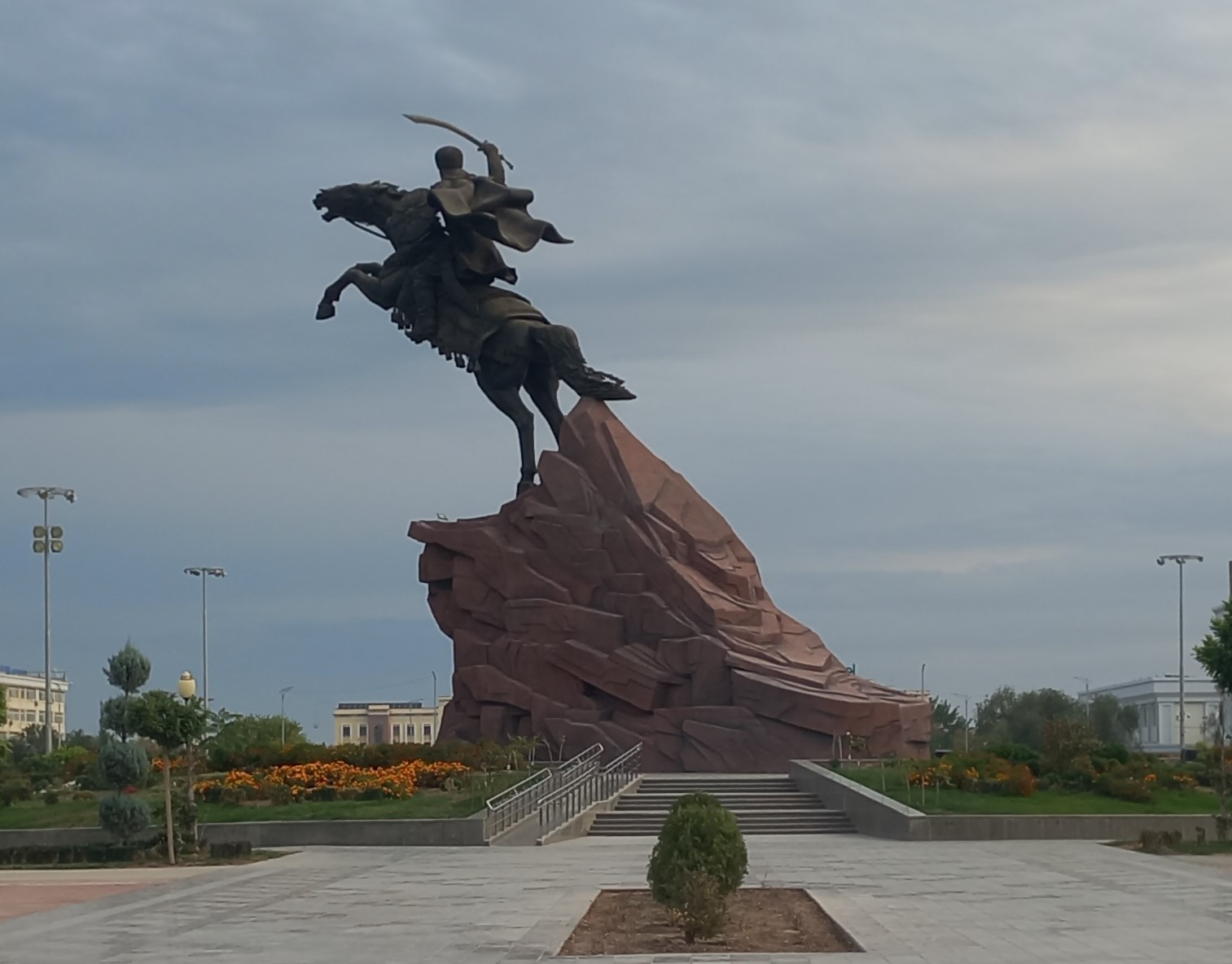
Statue équestre de Jalâl ad-Dîn à Ourguentch

Bien que considéré comme un guerrier et un général accompli, Jalâl ad-Dîn est considéré comme un mauvais dirigeant et la perte de son empire rétabli au profit des Mongols a été attribuée à sa mauvaise diplomatie et à sa mauvaise gouvernance ; il était considéré comme indigne de confiance et belliciste. Son inimitié avec de nombreux voisins a entraîné son isolement face à l'armée mongole de Chormaqan. Vasily Bartold pensait que Jalâl ad-Dîn avait fait preuve de plus de brutalité cruelle et irrationnelle que Gengis Khan. Même al-Nasawi était incapable de justifier l'impact négatif que le règne de Jalâl ad-Dîn et la conduite de ses soldats avaient sur ses sujets (p145). Jalâl ad-Dîn est présenté comme un héros courageux combattant pour « l'indépendance perse » par le bureaucrate et historien iranien Ata-Malik Juvayni (mort en 1283), qui, cependant, était en réalité conscient que Jalâl ad-Dîn se battait pour sa propre survie et pour des motifs égoïstes.